# Spiophanes berkeleyorum
Spiophanes berkeleyorum är en ringmaskart som beskrevs av Marian H. Pettibone 1962. Spiophanes berkeleyorum ingår i släktet Spiophanes och familjen Spionidae.
Artens utbredningsområde är Mexikanska golfen. Inga underarter finns listade i Catalogue of Life.